# Muids (Eure)
Muids est une commune française située dans le département de l'Eure, en région Normandie.
Ses habitants sont appelés les Muidsiens.

## Géographie

### Localisation
Petit village situé le long de la Seine, sur la rive droite du fleuve, entre Louviers et Les Andelys.
| Herqueville | Daubeuf-près-Vatteville | La Roquette                                        |
| Andé        | Muids                   | Les Trois Lacs (comm. dél. de Bernières-sur-Seine) |
| Vironvay    | Heudebouville           | Les Trois Lacs (comm. dél. de Venables)            |

### Hydrographie
La commune est située dans le bassin Seine-Normandie. Elle est drainée par la Seine, un bras de la Seine, un bras du Moulin, la Seine et  et un autre petit cours d'eau,.

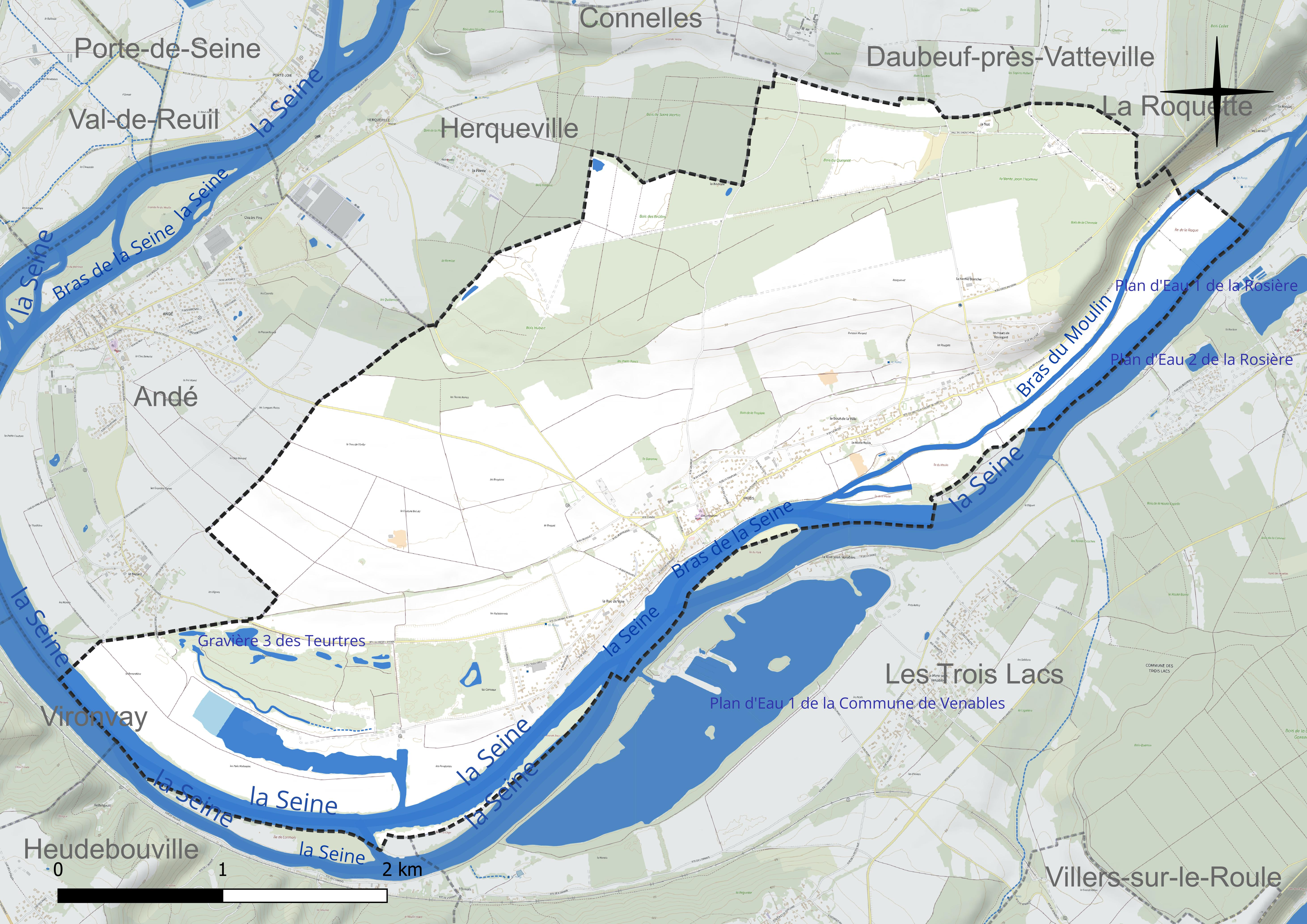
Réseau hydrographique de Muids.

Un plan d'eau complète le réseau hydrographique : la gravière 3 des Teurtres (0,4 ha),.

### Climat
Pour des articles plus généraux, voir Climat de la Normandie et Climat de l'Eure.
En 2010, le climat de la commune est de type climat océanique dégradé des plaines du Centre et du Nord, selon une étude du CNRS s'appuyant sur une série de données couvrant la période 1971-2000. En 2020, Météo-France publie une typologie des climats de la France métropolitaine dans laquelle la commune est exposée à un climat océanique et est dans la région climatique  Côtes de la Manche orientale, caractérisée par un faible ensoleillement (1 550 h/an) ; forte humidité de l’air (plus de 20 h/jour avec humidité relative > 80 % en hiver), vents forts fréquents. Parallèlement le GIEC normand, un groupe régional d’experts sur le climat, différencie quant à lui, dans une étude de 2020, trois grands types de climats pour la région Normandie, nuancés à une échelle plus fine par les facteurs géographiques locaux. La commune est, selon ce zonage, exposée à un « climat des plateaux abrités », correspondant aux plaines agricoles de l’Eure, avec une pluviométrie beaucoup plus faible que dans la plaine de Caen en raison du double effet d’abri provoqué par les collines du Bocage normand et par celles qui s’étendent sur un axe du Pays d'Auge au Perche.
Pour la période 1971-2000, la température annuelle moyenne est de 11,2 °C, avec  une amplitude thermique annuelle de 14,4 °C. Le cumul annuel moyen de précipitations est de 722 mm, avec 11,9 jours de précipitations en janvier et 7,7 jours en juillet. Pour la période 1991-2020, la température moyenne annuelle observée sur la station météorologique installée sur la commune est de 12,0 °C et le cumul annuel moyen de précipitations est de 609,1 mm,. Pour l'avenir, les paramètres climatiques de la commune estimés pour 2050 selon différents scénarios d’émission de gaz à effet de serre sont consultables sur un site dédié publié par Météo-France en novembre 2022.
| Mois                                  | jan.           | fév.           | mars          | avril         | mai           | juin          | jui.          | août          | sep.          | oct.          | nov.          | déc.          | année      |
| ------------------------------------- | -------------- | -------------- | ------------- | ------------- | ------------- | ------------- | ------------- | ------------- | ------------- | ------------- | ------------- | ------------- | ---------- |
| Température minimale moyenne (°C)     | 2,5            | 2,2            | 3,4           | 5,3           | 8,4           | 11,7          | 13,6          | 13,2          | 10,9          | 9             | 5,6           | 2,8           | 7,4        |
| Température moyenne (°C)              | 5,2            | 5,5            | 7,9           | 11,1          | 14            | 17,6          | 19,8          | 19,1          | 16,4          | 13,1          | 8,6           | 5,5           | 12         |
| Température maximale moyenne (°C)     | 7,9            | 8,9            | 12,3          | 16,9          | 19,6          | 23,5          | 26            | 25,1          | 22            | 17,2          | 11,7          | 8,3           | 16,6       |
| Record de froid (°C) date du record   | −11,2 07.01.09 | −15,3 07.02.12 | −9,8 13.03.13 | −5 06.04.21   | −0,6 07.05.21 | 1,9 01.06.06  | 5,8 31.07.15  | 6,2 21.08.14  | 1,2 30.09.18  | −1,6 21.10.10 | −5,1 30.11.16 | −7,8 20.12.09 | −15,3 2012 |
| Record de chaleur (°C) date du record | 16,8 01.01.22  | 20,3 27.02.19  | 25,1 30.03.21 | 28,6 20.04.18 | 31,5 27.05.05 | 38,5 21.06.17 | 42,8 25.07.19 | 39,3 09.08.20 | 36,2 09.09.23 | 30,5 10.10.23 | 21 07.11.15   | 16,8 31.12.22 | 42,8 2019  |
| Précipitations (mm)                   | 49             | 47,1           | 45,6          | 37,9          | 56,9          | 46,9          | 49,8          | 57,1          | 36,7          | 56,2          | 56,7          | 69,2          | 609,1      |

## Urbanisme

### Typologie
Au 1er janvier 2024, Muids est catégorisée commune rurale à habitat dispersé, selon la nouvelle grille communale de densité à 7 niveaux définie par l'Insee en 2022.
Elle est située hors unité urbaine. Par ailleurs la commune fait partie de l'aire d'attraction de Louviers, dont elle est une commune de la couronne,. Cette aire, qui regroupe 44 communes, est catégorisée dans les aires de 50 000 à moins de 200 000 habitants,.

### Occupation des sols
L'occupation des sols de la commune, telle qu'elle ressort de la base de données européenne d’occupation biophysique des sols Corine Land Cover (CLC), est marquée par l'importance des territoires agricoles (53,5 % en 2018), en diminution par rapport à 1990 (57,2 %). La répartition détaillée en 2018 est la suivante : 
terres arables (44,9 %), forêts (21,1 %), milieux à végétation arbustive et/ou herbacée (9 %), zones agricoles hétérogènes (8 %), zones urbanisées (6,6 %), eaux continentales (6,6 %), mines, décharges et chantiers (3,4 %), prairies (0,6 %). L'évolution de l’occupation des sols de la commune et de ses infrastructures peut être observée sur les différentes représentations cartographiques du territoire : la carte de Cassini (XVIIIe siècle), la carte d'état-major (1820-1866) et les cartes ou photos aériennes de l'IGN pour la période actuelle (1950 à aujourd'hui).

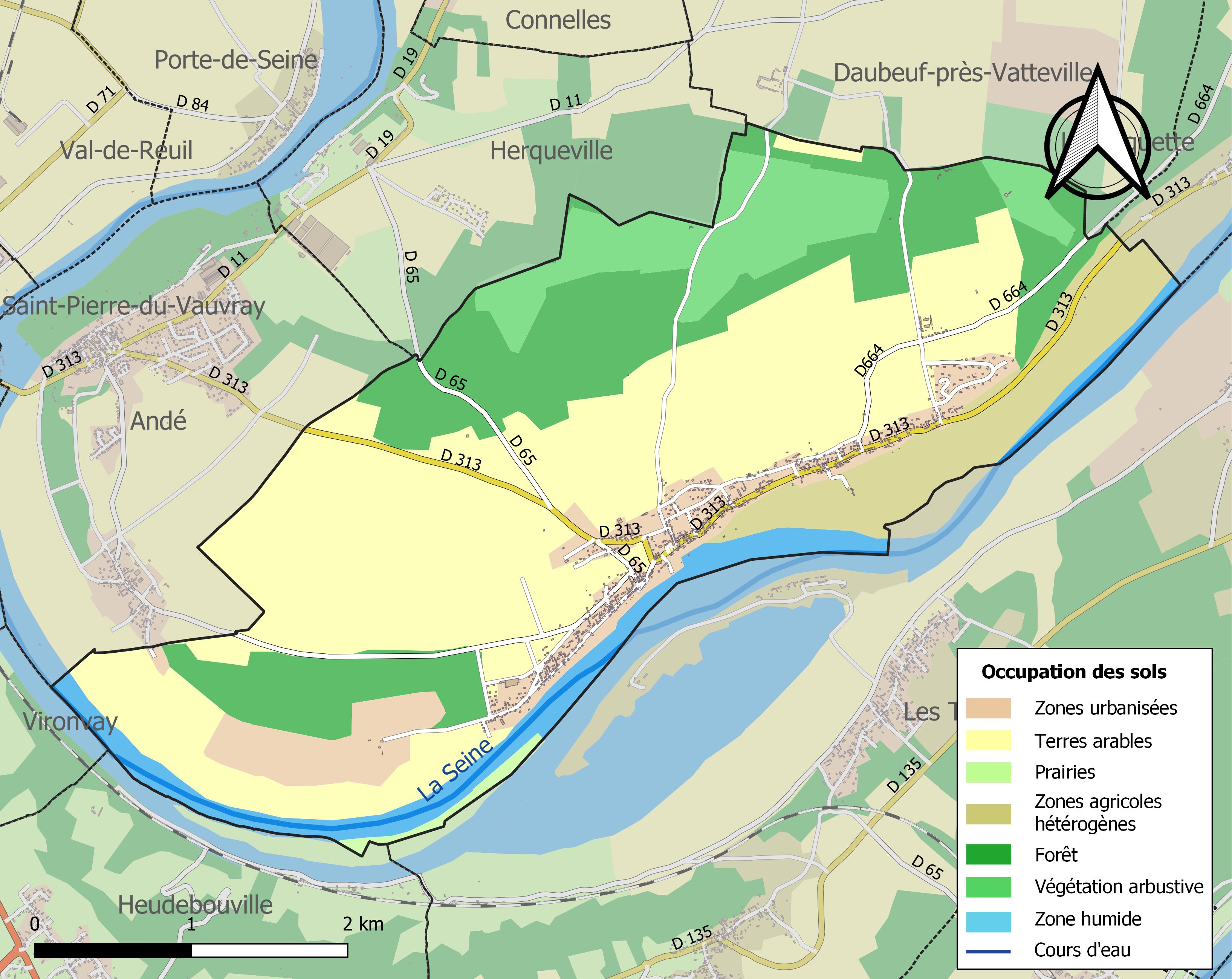
Carte des infrastructures et de l'occupation des sols de la commune en 2018 (CLC).

## Toponymie
Le village est mentionné vers 1189 sous les formes Muies vers 1189 (reg. Philippe Auguste), puis Muyes en 1206 (cartulaire de Philippe Auguste), Moies en 1207 (charte des Deux-Amants), Muees en 1211 (cartulaire de Saint-Wandrille), Modii et Modiæ au XIIIe siècle (archives de la Seine-Inférieure), Muynes en 1382 (Trésor des chartes), Muyez au XVe siècle (chron. normande de P. Cochon), Muys en 1453 (mandement de Jean, comte de Dunois), Muits en 1523 (rech. de la noblesse), Muydz en 1584 (aveu de Henri de Silly), Moiy en 1631 (Tassin, Plans et profilz), Muis en 1828 (Louis Du Bois), Muids-sur-Seine en 1870.
Albert Dauzat compare avec Muides pour lequel il suggère l’anthroponyme gaulois Mogetos sous entendu villa « domaine rural », c'est-à-dire *Mogeta villa, Muids représenterait alors le même nom de personne employé absolument. Il rejette l'explication par l'ancien français moie, muie « tas ». François de Beaurepaire ne lui reprend pas l'hypothèse d'un nom de personne gaulois et précise également qu'il n'y a sans doute pas lieu d'y voir le français muid « mesure » issu du latin modium, comme pourrait le faire croire la mention latinisée de la fin du XIIIe siècle Modii / Modiae. Cette ressemblance est sans doute fortuite.
Possible homonymie avec Saint-Vigor-de-Mieux (Sanctus Vigor de Muyes en 1250, Sanctus Vigor de Modiis en 1273), ancienne commune de Saint-Martin-de-Mieux (Calvados, de Modiis, sans date) et Le Muy (Var), Modius en 1178).

## Histoire
La devise est In Modios omnia sunt amoena (« à Muids, tout est bon »).
En 1781, le chancelier René Nicolas de Maupeou achète la seigneurie et le château de Muids, avec la baronnie voisine d'Heuqueville. Le château revint à son petit-fils Charles de Maupeou (1785-1845) qui sera maire de la commune de 1832 à 1845. Le 16 juin 1845, celui-ci vendit son domaine à M. de Saint-Clair,.
La ligne de chemin de fer de Saint-Pierre-du-Vauvray aux Andelys passait par les gares du Thuit et de La Roque, hameau.

## Politique et administration
| Période                                  | Période      | Identité               | Étiquette | Qualité  |
| ---------------------------------------- | ------------ | ---------------------- | --------- | -------- |
| Les données manquantes sont à compléter. |              |                        |           |          |
| 1792                                     | 1800         | Jean-Jacques Desnoyers |           |          |
| 1800                                     | 1807         | Jean-François Drieux   |           |          |
| 1808                                     | 1824         | Jean-Marie Anest       |           |          |
| 1824                                     | 1832         | François Amette        |           |          |
| 1832                                     | 1845         | Charles de Maupeou     |           |          |
| 1848                                     | 1851         | Jean-Baptiste Carrière |           |          |
| 1851                                     | 1852         | Louis Régnault         |           |          |
| 1852                                     | 1871         | Henri Lafosse          |           |          |
| 1871                                     | 1876         | François Thouin        |           |          |
| 1876                                     | 1900         | Frédéric Hébert        |           |          |
| 29 mai 1900                              | 19 août 1900 | Augustin Thorin        |           |          |
| 1900                                     | 1913         | Émile Hébert           |           |          |
| 1913                                     | 1919         | Prosper Potel          |           |          |
| 1919                                     | 1929         | Henri Noël             |           |          |
| 1929                                     | 1943         | Paul Delagarde         |           |          |
| 1943                                     | 1944         | Émile Dupont           |           |          |
| 1944                                     | 1945         | Alfred Gens            |           |          |
| 1945                                     | 1970         | Émile Dupont           |           |          |
| 1970                                     | 1977         | Émilienne Devienne     |           |          |
| 1977                                     | 2001         | Jean Contant           |           |          |
| 2001                                     | 2008         | Roger Duchemin         |           |          |
| 2008                                     | 2014         | Bernard Leboucq        | DVD       | Retraité |
| 2014                                     | 2020         | Bernard Leboucq        | DVD       | Retraité |
| 2020                                     | En cours     | Bernard Leboucq        | DVD       | Retraité |

## Démographie
| 1793 | 1800 | 1806 | 1821 | 1831 | 1836 | 1841 | 1846 | 1851 |
| ---- | ---- | ---- | ---- | ---- | ---- | ---- | ---- | ---- |
| 660  | 664  | 704  | 744  | 823  | 771  | 741  | 725  | 744  |

| 1856 | 1861 | 1866 | 1872 | 1876 | 1881 | 1886 | 1891 | 1896 |
| ---- | ---- | ---- | ---- | ---- | ---- | ---- | ---- | ---- |
| 739  | 756  | 746  | 757  | 720  | 707  | 692  | 687  | 708  |

| 1901 | 1906 | 1911 | 1921 | 1926 | 1931 | 1936 | 1946 | 1954 |
| ---- | ---- | ---- | ---- | ---- | ---- | ---- | ---- | ---- |
| 613  | 602  | 588  | 540  | 520  | 498  | 474  | 529  | 450  |

| 1962 | 1968 | 1975 | 1982 | 1990 | 1999 | 2005 | 2006 | 2010 |
| ---- | ---- | ---- | ---- | ---- | ---- | ---- | ---- | ---- |
| 539  | 574  | 597  | 733  | 795  | 828  | 876  | 878  | 861  |

| 2015 | 2020 | 2022 | - | - | - | - | - | - |
| ---- | ---- | ---- | - | - | - | - | - | - |
| 855  | 876  | 864  | - | - | - | - | - | - |

## Culture locale et patrimoine

### Lieux et monuments
La commune de Muids compte deux édifices inscrits au titre des monuments historiques :
- un ancien moulin à eau du XVIIe siècle situé au lieu-dit le Bout de la ville  Inscrit MH (2006)[34]. Ce moulin est mentionné dès le XIIe siècle. Construit en pans de bois, il repose sur deux murs de pierre de taille enjambant un bras de Seine. Le mécanisme est constitué d'un cadre mobile qui permet de descendre la roue pour la mettre à flot quelle que soit la hauteur du fleuve. Avec le moulin d'Andé, c'est le dernier exemple en Europe de ce type de moulin qui était très répandu dans la région notamment sur les arches des ponts sur la Seine comme ceux des anciens ponts de Vernon ou de Pont-de-l'Arche) ;
- L'église Saint-Hilaire (XIIe, XIIIe, XIXe et XXe)  Inscrit MH (2009)[35]. Elle témoigne de différentes campagnes de reconstruction. La partie la plus ancienne semble être le chœur dont la voûte sur croisée d'ogives est datée du XIIe siècle. Le clocher a été érigé au XIIIe siècle. Par contre, la nef est une reconstruction datée de 1862, ainsi que la façade néo-romane d'inspiration poitevine, car saint Hilaire était évêque de Poitiers. Elle a conservé un mobilier intéressant : des fonts baptismaux du XIVe siècle, une Vierge à l'enfant du XVe siècle et les vitraux réalisés par le maître-verrier François Décorchemont[36] en 1949, ce qui motive son label « Patrimoine du XXe siècle »[37].

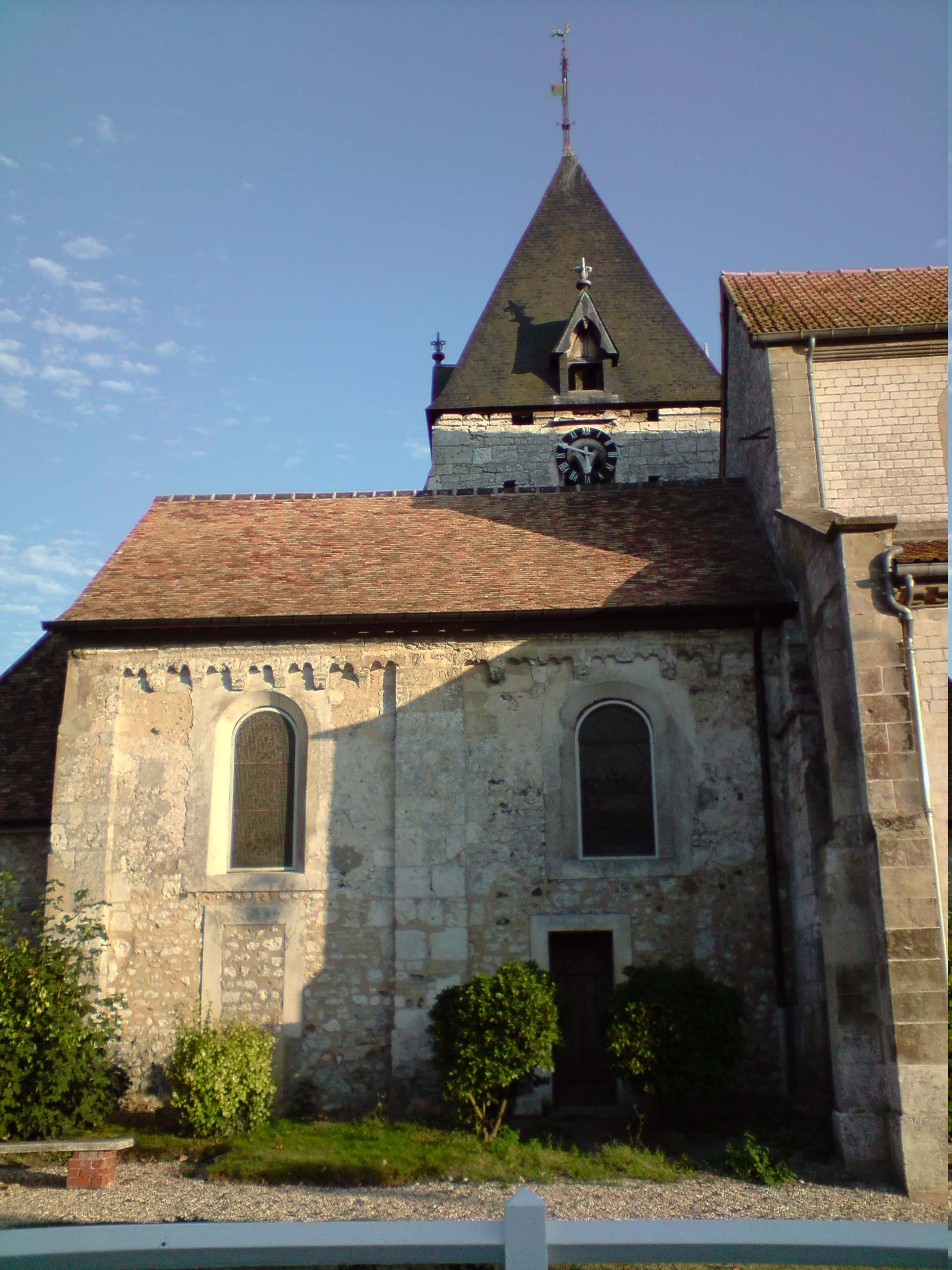
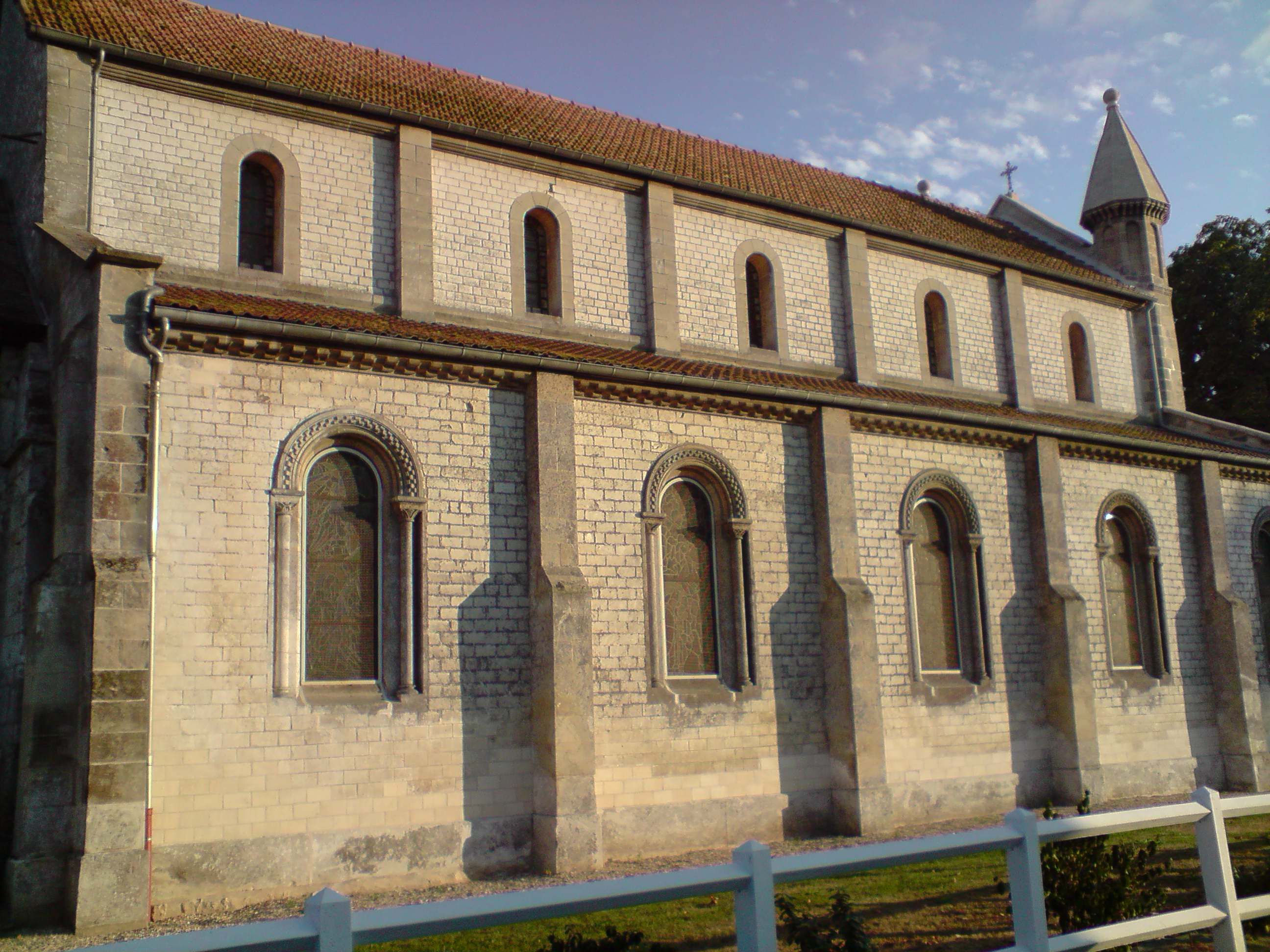
Vitraux de F. Décorchemont.
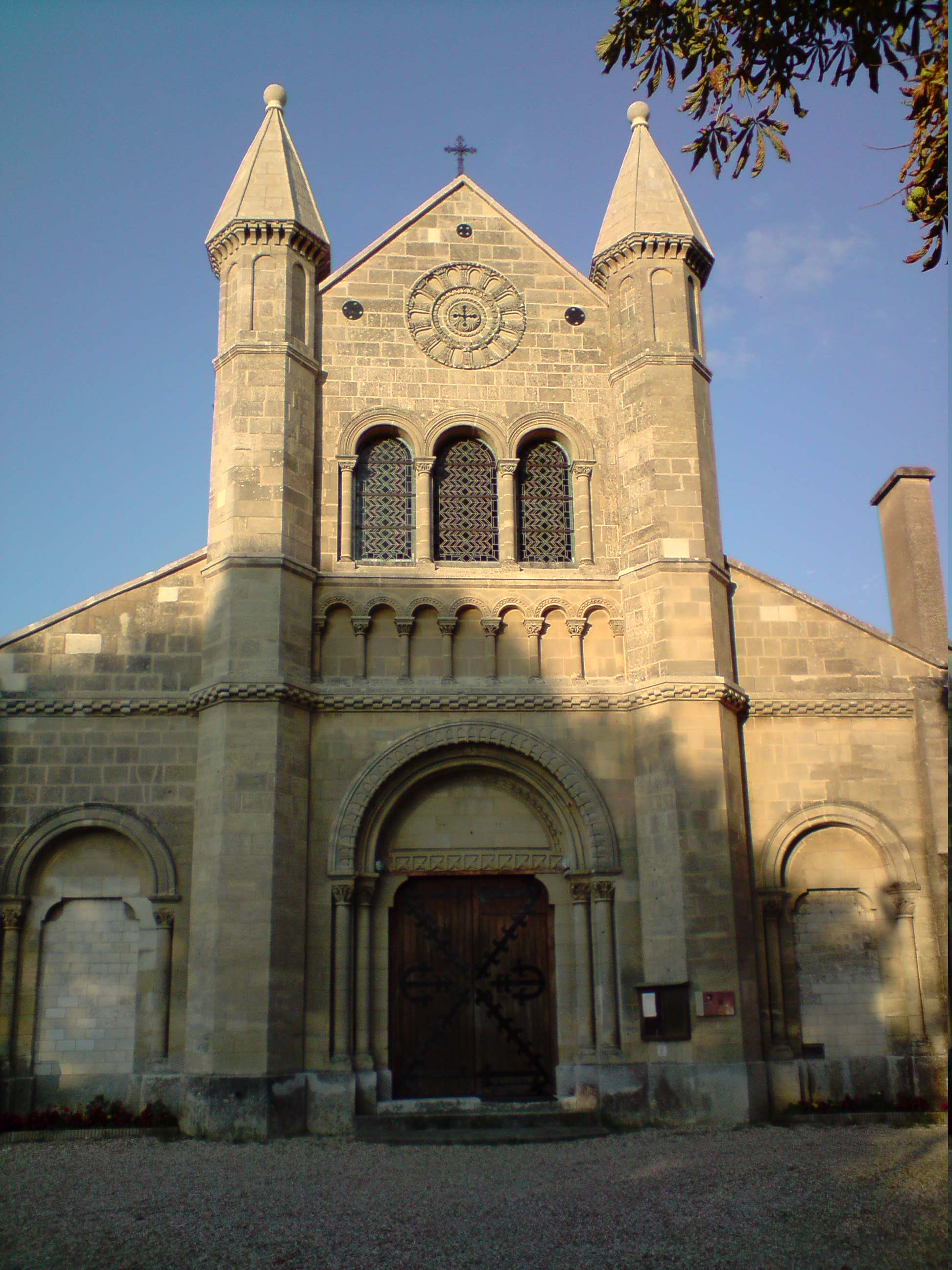

Par ailleurs, plusieurs autres édifices sont inscrits à l'inventaire général du patrimoine culturel :
- le manoir du Bout-de-la-ville (XVIIIe)[38] ;
- un château XVIIe siècle[39] ;
- deux croix monumentales : l'une des XVIe et XIXe siècles située au lieu-dit le Bout-de-la-ville[40] et l'autre du XVIIe siècle située dans l'enclos de l'église Saint-Hilaire[41].

Est également inscrit à cet inventaire un cimetière franc aujourd'hui détruit.
Autres lieux : 
- Ancienne gare de Muids, sur l'ancienne ligne de Saint-Pierre-du-Vauvray aux Andelys ;
- Une passerelle pour l'acheminement de granulats franchissant la Seine vers Bernières-sur-Seine;
- La Ferme blanche, partie du domaine Louis Renault.

### Patrimoine naturel
Sites classés et inscrits
- La boucle de la Seine dite de Château-Gaillard,  Site classé (2006)[43].
- Les falaises de l'Andelle et de la Seine,  Site inscrit (1981)[44].

### Personnalités liées à la commune
- René Nicolas de Maupeou (1714-1792), chancelier et garde des Sceaux de France.
- Tristan Bernard[Quoi ?], le romancier[réf. souhaitée].
- Henri Rabaud (1873-1949), compositeur et chef d'orchestre, y possédait une maison de maître. Un de ses fils s'est marié à Muids.
- Thierry de Martel, le chirurgien, a laissé son nom à une rue[Comment ?]

### Héraldique
| Armes de Muids | Les armes de la commune de Muids se blasonnent ainsi : d'argent à la fasce de sable, au chef de sinople chargé d'un croissant d'or accosté de deux feuilles de chêne du même. |